# Nakskov Stadion
Nakskov Stadion – stadion piłkarski w Nakskov, w Danii. Obiekt może pomieścić 5000 widzów, z czego 500 miejsc jest siedzących. Swoje spotkania rozgrywają na nim piłkarze klubu FC Nakskov, powstałego w 2015 roku w wyniku fuzji Nakskov Boldklub i Boldklubben Velo. W 2002 roku stadion był jedną z aren Mistrzostw Europy U-17. Rozegrano na nim trzy spotkania fazy grupowej tego turnieju.